# Old Ghosts
Old Ghosts (deutsch etwa: „Alte Geister“) ist eine Kammeroper in einem Akt von Evangelia Rigaki (Musik) mit einem Libretto von Marina Carr über den Schriftsteller James Joyce und das Penelope-Kapitel seines Romans Ulysses. Die Uraufführung war am 2. Februar 2023 im MoLI, dem Museum of Literature Ireland in Dublin. Es handelte sich um eine Kooperation der Irish National Opera und der irischen Theatergesellschaft ANU Productions.

## Handlung
Kurz vor Fertigstellung seines Romans Ulysses lebt der irische Schriftsteller James Joyce mit seiner Freundin Nora Barnacle in Triest. Nach einem längeren Kneipenaufenthalt in der Stadt kommt er spät abends zurück in seine Wohnung, wo Nora noch im Bett liegt. Sie ist wütend und will wissen, ob noch etwas Geld übrig sei. Glücklicherweise hat er tatsächlich etwas, weil er endlich die Bezahlung für einige seiner Geschichten erhalten hat. Nora sorgt sich um die gemeinsame Tochter Lucia, die einen erneuten Anfall hatte (sie litt unter einer psychischen Störung). Während sich Nora wieder schlafen legt, setzt sich James an seinen Schreibtisch, um an seinem Roman weiterzuarbeiten. Dabei erscheinen ihm die Geister Homers und Penelopes. Homer nennt ihm Details über die Odyssee. Penelope hingegen widerspricht seiner Darstellung über die Heimkehr ihres Mannes Odysseus nach dem Trojanischen Krieg. Nora erwacht. Alle denken an ihre Kinder und ihre Lebenspartner. Als Nora James kurz vor Tagesanbruch bittet, endlich zu Bett zu gehen, fällt ihm ein, dass er auf einen Brief seiner Tante Josephine noch nicht geantwortet hat. Er dankt ihr für einen Kuchen und bittet sie um detaillierte Auskünfte über das Alltagsleben und die Menschen in Dublin. Er glaubt, seinen Roman ohne diese Informationen nicht vollenden zu können. Abschließend berichtet er seiner Tante von seinem und Noras Leben und ihren Bedürfnissen in Italien.

## Gestaltung
Die Instrumentalbesetzung der Oper besteht aus einem Saxophon, einer Harfe, Perkussion, einem Violoncello und einem Kontrabass.

## Werkgeschichte
Diese Oper der irischen Komponistin und Leiterin der Musikabteilung des Trinity College Dublin, Evangelia Rigaki, entstand im Auftrag der irischen Theatergesellschaften ANU Productions und Landmark Productions sowie des Museum of Literature Ireland (MoLI) als 18. und letzter Teil des Projekts „Ulysses 2.2“, einer Veranstaltungsreihe zum 100. Jahrestag von James Joyce’ Roman Ulysses. Das Libretto stammt von der irischen Dramatikerin Marina Carr.
Old Ghosts ist nach AntiMidas, or, Bankers in Hades von 2013 und This Hostel Life von 2019 bereits die dritte in Dublin aufgeführte Oper Rigakis. In einem Interview erklärte sie, dass ihre Antriebskraft für eine Opernkomposition in den Worten des Librettos liege. Erst nach dem Lesen des Textes fange sie damit an, ein musikalisches Konzept aufzubauen. Somit sei ihre Musik eine direkte Antwort auf Marina Carrs Worte. Old Ghosts sei ein „Traumprojekt“ für sie gewesen, da sie hier ihren griechischen Hintergrund einbringen konnte. Sie habe darin versucht, griechische und irische Klänge, Monteverdi, Jazz und Xenakis miteinander zu verschmelzen.
Die Librettistin Carr erklärte, dass sie in ihrem Text die Inspirationsquellen für Figur der Molly Bloom in Joyces Roman Ulysses erforschen wollte. Sie begann mit einem fiktiven Gespräch zwischen Joyce und Homer, dem Autor der Odyssee und ergänzte dann Odysseus Frau Penelopes, die ihre eigenen Gedanken über ihren lange umherfahrenden Ehemann äußert. Die vierte Figur ist Joyces Lebenspartnerin und spätere Ehefrau Nora Barnacle. Sie gilt als wesentliche Inspirationsquelle für das Penelope-Kapitel des Romans. Die Oper sei „im Wesentlichen ein Gespräch zwischen diesen vier Personen über das Schreiben, über die Liebe und über die Erinnerung“.
Die Uraufführung fand am 2. Februar 2023 im MoLI in Zusammenarbeit der ANU mit der Irish National Opera in einer Inszenierung von Louise Lowe statt. Für die Bühne war Owen Boss zuständig, für die Kostüme Saileóg O’Halloran und für das Lichtdesign Ciarán Bagnall. Die musikalische Leitung hatte Elaine Kelly. Es sangen Christopher Bowen (Joyce), Jade Phoenix (Nora), William Gaunt (Homer) und Doreen Curran (Penelope). Ein Video-Mitschnitt wurde von Operavision im Internet bereitgestellt.
Der Rezensent des Journal of Music meinte, es habe sich um ein mutiges und ehrgeiziges Unterfangen gehandelt, dem Zuschauer Joyces Hauptfigur Molly Bloom durch Konversationen mit seinen möglichen Inspirationsquellen nahezubringen. Dies in Form einer Oper zu versuchen, sei jedoch schwierig. Das Hauptproblem sei, dass Rigakis Musik extrem statisch sei und durchgängig dasselbe Tempo zu haben scheine. In Kombination mit Carrs bedeutungsschweren Text voller dunkler Anspielungen wirkten die Interaktionen steif und gezwungen. Die Charaktere hätte oft aneinander vorbeigeredet. Selbst Dialoge hätten daher wie zwei gleichzeitige Monologe gewirkt. Die Musik habe größtenteils aus langsam wandernden Linien der beiden Streichinstrumente und sanften Harfenakkorden bestanden, die zwar an alte griechische Rituale und an Monteverdi erinnerten, aber wenig dazu beitrugen, die Charaktere zu unterscheiden. Bühnenbild und Lichtdesign beschrieb er als sehr effektvoll und atmosphärisch. Der Rezensent der Irish Times meinte, die Musik strahle Freiheit und Spontaneität aus, indem sie auf im beinahe expressionistischen Stil auf den Operndialog reagiere. Es gebe Anklänge an irische Musik, an die Musik ihrer Heimat Griechenland und an den Jazz, Alles schwinge mit der Bewusstseinsstrom-Technik, für die der Roman berühmt sei.

## Aufnahmen
- 4. Februar 2023 – Elaine Kelly (Dirigentin), Louise Lowe (Inszenierung), Owen Boss (Bühne), Ciarán Bagnall (Licht), Saileóg O’Halloran (Kostüme).
 Christopher Bowen (Joyce), Jade Phoenix (Nora), William Gaunt (Homer), Doreen Curran (Penelope).
 Kevin Hanafin (Saxophon), Dianne Marshall (Harfe), Richard O’Donnell (Perkussion), Yseult Cooper-Stockdale (Violoncello), Caimin Gilmore (Kontrabass).
 Video; Mitschnitt der Uraufführungsproduktion.
 Videostream auf Operavision.[3]